# Bittacus chlorostigma
Bittacus chlorostigma är en näbbsländeart som beskrevs av Maclachlan 1881. Bittacus chlorostigma ingår i släktet Bittacus och familjen styltsländor. Inga underarter finns listade i Catalogue of Life.